# Dầu cây trà

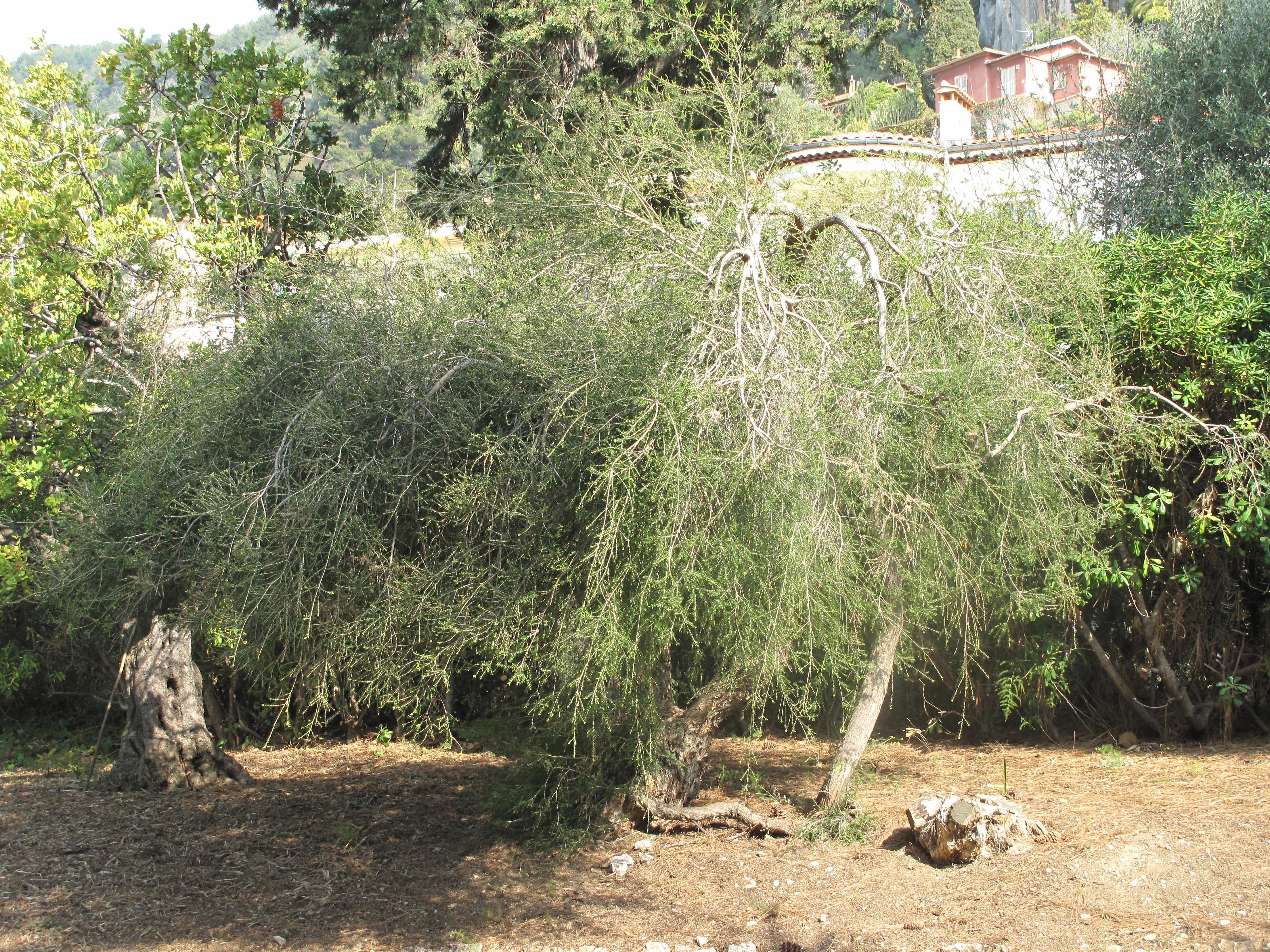
Nguồn gốc của loại tinh dầu này, cây trà, Melaleuca alternifolia.

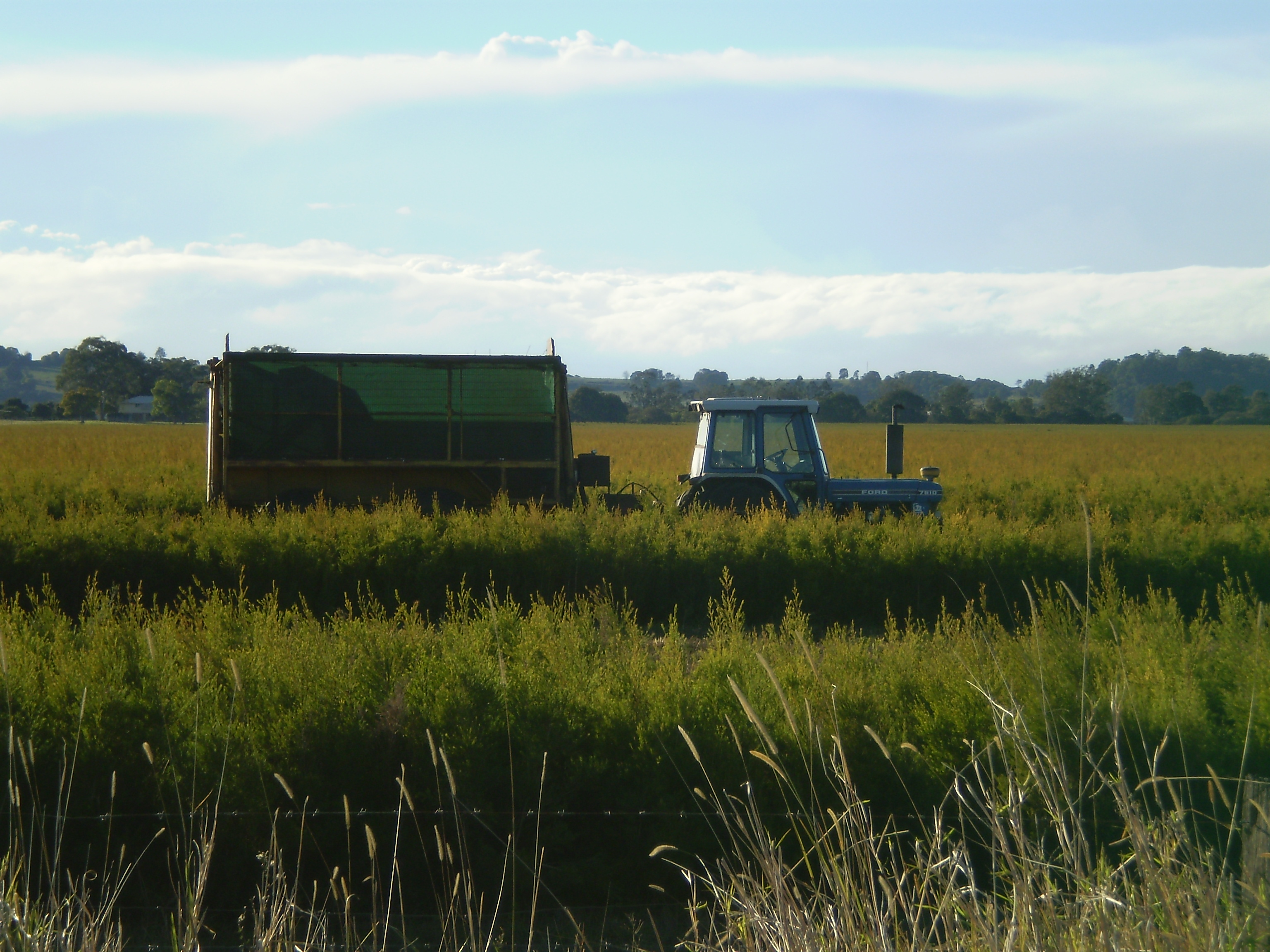
Đồn điền cây trà, Coraki, New South Wales.

Dầu cây trà, còn được gọi là dầu tràm trà, là một loại tinh dầu có mùi long não tươi và màu từ vàng nhạt đến gần như không màu và trong suốt. Nó có nguồn gốc từ lá của cây trà, Melaleuca alternifolia, loài bản địa ở đông nam Queensland và bờ biển đông bắc New South Wales, Australia. Dầu bao gồm nhiều chất hóa học cấu thành và thành phần của nó sẽ thay đổi nếu nó tiếp xúc với không khí và bị oxy hóa.
Dầu cây trà được sử dụng thương mại bắt đầu vào những năm 1920, do doanh nhân Arthur Penfold đi tiên phong. Tính đến năm 2017, thị trường tinh dầu trà toàn cầu đạt giá trị 39 triệu đô la Mỹ.
Là một loại thuốc truyền thống, nó thường được sử dụng như một loại thuốc bôi ở nồng độ thấp để điều trị các tình trạng da đã được thử nghiệm, nhưng có rất ít bằng chứng về hiệu quả. Dầu cây trà được cho là hữu ích để điều trị gàu, mụn trứng cá, chấy rận, herpes, côn trùng cắn, ghẻ và nhiễm trùng da hoặc vi khuẩn. Tuy nhiên, không có đủ bằng chứng để hỗ trợ bất kỳ tuyên bố nào trong số này do số lượng nghiên cứu được thực hiện về chủ đề này có hạn. Dầu cây trà không phải là sản phẩm được cấp bằng sáng chế cũng không phải là thuốc được chấp thuận ở Hoa Kỳ, mặc dù được chấp thuận như một loại thuốc bổ sung cho hương liệu ở Úc. Dầu gây độc nếu cho qua đường miệng và không an toàn khi sử dụng cho trẻ em.